# Fußballclub Bayer 05 Uerdingen 1979-1980
Questa voce raccoglie le informazioni riguardanti il Fußballclub Bayer 05 Uerdingen nelle competizioni ufficiali della stagione 1979-1980.

## Stagione
Nella stagione 1979-1980 il Bayer Uerdingen, allenato da Horst Buhtz, concluse il campionato di Bundesliga al 15º posto. In Coppa di Germania il Bayer Uerdingen fu eliminato agli ottavi di finale dal Borussia Dortmund.

## Rosa
| N. |                      | Ruolo | Calciatore         |
| -- | -------------------- | ----- | ------------------ |
|    | Germania (bandiera)  | P     | Paul Hesselbach    |
|    | Germania (bandiera)  | P     | Manfred Kroke      |
|    | Germania (bandiera)  | D     | Norbert Brinkmann  |
|    | Germania (bandiera)  | D     | Paul Hahn          |
|    | Danimarca (bandiera) | D     | Jens Steffensen    |
|    | Germania (bandiera)  | D     | Ludger van de Loo  |
|    | Germania (bandiera)  | D     | Michael van de Loo |
|    | Germania (bandiera)  | C     | Peter Ehmke        |
|    | Germania (bandiera)  | C     | Friedhelm Funkel   |
|    | Germania (bandiera)  | C     | Norbert Hofmann    |

| N. |                     | Ruolo | Calciatore      |
| -- | ------------------- | ----- | --------------- |
|    | Germania (bandiera) | C     | Ludwig Lurz     |
|    | Germania (bandiera) | C     | Heinz Mostert   |
|    | Germania (bandiera) | C     | Franz Raschid   |
|    | Germania (bandiera) | C     | Herbert Zimmer  |
|    | Germania (bandiera) | A     | Peter Dufresne  |
|    | Germania (bandiera) | A     | Sigfried Held   |
|    | Germania (bandiera) | A     | Ralf Heym       |
|    | Germania (bandiera) | A     | Walter Hoffmann |
|    | Germania (bandiera) | A     | Ludger Kanders  |
|    | Svezia (bandiera)   | A     | Jan Mattsson    |

## Organigramma societario
Area tecnica
- Allenatore: Horst Buhtz
- Allenatore in seconda:
- Preparatore dei portieri:
- Preparatori atletici:

## Calciomercato

### Sessione estiva
| Acquisti | Acquisti       | Acquisti            | Acquisti |
| R.       | Nome           | da                  | Modalità |
| -------- | -------------- | ------------------- | -------- |
| A        | Sigfried Held  | Preußen Münster     |          |
| A        | Peter Dufresne | Röchling Völklingen |          |
| C        | Peter Ehmke    | Rot-Weiss Essen     |          |
| C        | Herbert Zimmer | Fortuna Düsseldorf  |          |

| Cessioni | Cessioni           | Cessioni         | Cessioni |
| R.       | Nome               | a                | Modalità |
| -------- | ------------------ | ---------------- | -------- |
| C        | Wolfgang Lüttges   | Viktoria Colonia |          |
| A        | Willi Götz         | Arminia Hannover |          |
| A        | Hans-Peter Mentzel | Arminia Hannover |          |
| D        | Dieter Schwabe     | Kortrijk         |          |
| C        | Hans-Jürgen Wloka  | Arminia Hannover |          |

### Sessione invernale
| Acquisti | Acquisti        | Acquisti | Acquisti |
| R.       | Nome            | da       | Modalità |
| -------- | --------------- | -------- | -------- |
| C        | Norbert Hofmann | Bayreuth |          |

| Cessioni | Cessioni | Cessioni | Cessioni |
| R.       | Nome     | a        | Modalità |
| -------- | -------- | -------- | -------- |

## Risultati

### Bundesliga

#### Girone di andata
| Arbitro: | Brückner |

|            |           |  |
| Wunder 46’ | Marcatori |  |

| Arbitro: | Heitmann |

|              |           |  |
| Mattsson 43’ | Marcatori |  |

| Arbitro: | Horeis |

|             |           |  |
| Mattsson 2’ | Marcatori |  |

| Arbitro: | Clajus |

|                         |           |            |
| Vöge 64’, 82’ Geyer 65’ | Marcatori | 45’ Funkel |

| Arbitro: | Schmoock |

|                                 |           |          |
| Zimmer 7’ Funkel 50’ de Loo 90’ | Marcatori | 61’ Zewe |

| Arbitro: | Linn |

|                         |           |  |
| Kelsch 15’ Ohlicher 90’ | Marcatori |  |

| Arbitro: | Quindeau |

|                  |           |           |
| Raschid 16’, 45’ | Marcatori | 32’ Grobe |

| Arbitro: | Joos |

|          |           |           |
| Eigl 55’ | Marcatori | 7’ Zimmer |

| Arbitro: | Ross |

|             |           |                                            |
| Raschid 80’ | Marcatori | 20’, 90’ Berkemeier 51’ Wuttke 64’ Fischer |

| Arbitro: | Treib |

|                      |           |                         |
| Kaltz 15’ Keegan 83’ | Marcatori | 14’ Mattsson 73’ Funkel |

| Arbitro: | Uhlig |

|  |           |             |
|  | Marcatori | 6’ Del'Haye |

| Arbitro: | Messmer |

|                                           |           |  |
| Rummenigge 51’ Hoeneß 66’ Niedermayer 79’ | Marcatori |  |

| Arbitro: | Michel |

|                                           |           |          |
| Funkel 14’ (rig.) Mattsson 24’ de Loo 80’ | Marcatori | 4’ Sidka |

| Arbitro: | Gabor |

|                    |           |                    |
| Kempe 2’ Dietz 18’ | Marcatori | 28’ Ehmke 34’ Held |

| Arbitro: | Dreher |

|                                     |           |                      |
| Held 36’ Funkel 59’ (rig.) Heym 62’ | Marcatori | 65’, 74’ Schuhmacher |

| Arbitro: | Horeis |

|                             |           |  |
| Borchers 51’ Lottermann 85’ | Marcatori |  |

| Arbitro: | Walz |

|            |           |                             |
| de Loo 53’ | Marcatori | 27’, 81’ Müller 65’ Okudera |

#### Girone di ritorno
| Arbitro: | Walz |

|                         |           |  |
| Mattsson 40’ Funkel 52’ | Marcatori |  |

| Arbitro: | Stäglich |

|            |           |  |
| Eggert 79’ | Marcatori |  |

| Arbitro: | Luca |

|                                           |           |  |
| Ellbracht 9’, 43’ Raubold 19’ Wohlers 53’ | Marcatori |  |

| Arbitro: | Joos |

|                                     |           |  |
| Mattsson 10’, 80’ Funkel 35’ (rig.) | Marcatori |  |

| Arbitro: | Waltert |

|                                  |           |              |
| Wenzel 47’ Dusend 69’ Allofs 85’ | Marcatori | 73’ Mattsson |

| Arbitro: | Meuser |

|                                          |           |                         |
| Funkel 16’ (rig.), 72’ Mattsson 39’, 78’ | Marcatori | 45’ Förster 85’ Förster |

| Arbitro: | Gabor |

|              |           |           |
| Trimhold 31’ | Marcatori | 71’ Ehmke |

| Arbitro: | Redelfs |

|                                |           |  |
| Funkel 76’ Gelsdorf 87’ (aut.) | Marcatori |  |

| Arbitro: | Quindeau |

|             |           |                                |
| Fischer 11’ | Marcatori | 19’ (rig.) Funkel 24’ Mattsson |

| Arbitro: | Ross |

|  |           |                                           |
|  | Marcatori | 51’ Nogly 78’ Hartwig 81’ (rig.) Hrubesch |

| Arbitro: | Burgers |

|                                |           |                        |
| Matthäus 51’, 60’ Del'Haye 67’ | Marcatori | 83’ Funkel 88’ Kanders |

| Arbitro: | Roth |

|             |           |                                           |
| Raschid 17’ | Marcatori | 10’ Rummenigge 13’ Niedermayer 69’ Hoeneß |

| Arbitro: | Niemann |

|                                 |           |  |
| Krämer 9’, 30’ Schlumberger 85’ | Marcatori |  |

| Arbitro: | Eschweiler |

|             |           |             |
| Raschid 37’ | Marcatori | 41’ Mirnegg |

| Arbitro: | Ross |

|                                        |           |  |
| Riedl 16’ Neues 23’ Wendt 63’ Geye 84’ | Marcatori |  |

| Arbitro: | Quindeau |

|                             |           |                           |
| Funkel 8’, 48’ Mattsson 45’ | Marcatori | 69’ Lottermann 85’ Nickel |

| Arbitro: | Risse |

|            |           |  |
| Müller 11’ | Marcatori |  |

### Coppa di Germania
| Arbitro: | Nolte |

|  |           |                                                            |
|  | Marcatori | 1’ (rig.), 2’ Funkel 60’ Mattsson 61’, 75’ Zimmer 85’ Lurz |

| Arbitro: | Reichmann |

|                                                     |           |  |
| Raschid 39’ Zimmer 61’, 80’ Mostert 76’ Kanders 81’ | Marcatori |  |

| Arbitro: | Waltert |

|                          |           |  |
| Mattsson 41’ Hofmann 47’ | Marcatori |  |

| Arbitro: | Aldinger |

|                          |           |             |
| Burgsmüller 3’ Frank 65’ | Marcatori | 80’ Kanders |

## Statistiche

### Statistiche di squadra
| Competizione      | Punti | In casa | In casa | In casa | In casa | In casa | In casa | In trasferta | In trasferta | In trasferta | In trasferta | In trasferta | In trasferta | Totale | Totale | Totale | Totale | Totale | Totale | DR  |
| Competizione      | Punti | G       | V       | N       | P       | Gf      | Gs      | G            | V            | N            | P            | Gf           | Gs           | G      | V      | N      | P      | Gf     | Gs     | DR  |
| ----------------- | ----- | ------- | ------- | ------- | ------- | ------- | ------- | ------------ | ------------ | ------------ | ------------ | ------------ | ------------ | ------ | ------ | ------ | ------ | ------ | ------ | --- |
| Bundesliga        | 29    | 17      | 11      | 1       | 5       | 31      | 24      | 17           | 1            | 4            | 12           | 12           | 37           | 34     | 12     | 5      | 17     | 43     | 61     | -18 |
| Coppa di Germania | -     | 2       | 2       | 0       | 0       | 7       | 0       | 2            | 1            | 0            | 1            | 7            | 2            | 4      | 3      | 0      | 1      | 14     | 2      | +12 |
| Totale            | 29    | 19      | 13      | 1       | 5       | 38      | 24      | 19           | 2            | 4            | 13           | 19           | 39           | 38     | 15     | 5      | 18     | 57     | 63     | -6  |

### Andamento in campionato
| Giornata  | 1  | 2  | 3 | 4  | 5 | 6  | 7 | 8 | 9  | 10 | 11 | 12 | 13 | 14 | 15 | 16 | 17 | 18 | 19 | 20 | 21 | 22 | 23 | 24 | 25 | 26 | 27 | 28 | 29 | 30 | 31 | 32 | 33 | 34 |
| --------- | -- | -- | - | -- | - | -- | - | - | -- | -- | -- | -- | -- | -- | -- | -- | -- | -- | -- | -- | -- | -- | -- | -- | -- | -- | -- | -- | -- | -- | -- | -- | -- | -- |
| Luogo     | T  | C  | C | T  | C | T  | C | T | C  | T  | C  | T  | C  | T  | C  | T  | C  | C  | T  | T  | C  | T  | C  | T  | C  | T  | C  | T  | C  | T  | C  | T  | C  | T  |
| Risultato | P  | V  | V | P  | V | P  | V | N | P  | N  | P  | P  | V  | N  | V  | P  | P  | V  | P  | P  | V  | P  | V  | N  | V  | V  | P  | P  | P  | P  | N  | P  | V  | P  |
| Posizione | 14 | 10 | 7 | 10 | 7 | 10 | 7 | 8 | 11 | 12 | 13 | 13 | 11 | 11 | 9  | 10 | 11 | 10 | 12 | 13 | 10 | 13 | 11 | 13 | 11 | 9  | 10 | 12 | 12 | 15 | 15 | 15 | 15 | 15 |

Legenda:

Luogo: C = Casa; T = Trasferta. Risultato: V = Vittoria; N = Pareggio; P = Sconfitta.

### Statistiche dei giocatori
| Giocatore     | Bundesliga | Bundesliga | Bundesliga  | Bundesliga | Coppa di Germania | Coppa di Germania | Coppa di Germania | Coppa di Germania | Totale   | Totale | Totale      | Totale     |
| Giocatore     | Presenze   | Reti       | Ammonizioni | Espulsioni | Presenze          | Reti              | Ammonizioni       | Espulsioni        | Presenze | Reti   | Ammonizioni | Espulsioni |
| ------------- | ---------- | ---------- | ----------- | ---------- | ----------------- | ----------------- | ----------------- | ----------------- | -------- | ------ | ----------- | ---------- |
| N. Brinkmann  | 29         | 0          | 8           | 0          | 2                 | 0                 | 0                 | 0                 | 31       | 0      | 8           | 0          |
| P. Dufresne   | 0          | 0          | 0           | 0          | 1                 | 0                 | 1                 | 0                 | 1        | 0      | 1           | 0          |
| P. Ehmke      | 28         | 2          | 2           | 0          | 3                 | 0                 | 0                 | 0                 | 31       | 2      | 2           | 0          |
| F. Funkel     | 34         | 14         | 2           | 0          | 3                 | 2                 | 0                 | 0                 | 37       | 16     | 2           | 0          |
| P. Hahn       | 28         | 0          | 4           | 0          | 3                 | 0                 | 0                 | 0                 | 31       | 0      | 4           | 0          |
| S. Held       | 25         | 2          | 0           | 0          | 1                 | 0                 | 0                 | 0                 | 26       | 2      | 0           | 0          |
| P. Hesselbach | 34         | 0          | 0           | 0          | 4                 | 0                 | 0                 | 0                 | 38       | 0      | 0           | 0          |
| R. Heym       | 14         | 1          | 0           | 0          | 2                 | 0                 | 0                 | 0                 | 16       | 1      | 0           | 0          |
| W. Hoffmann   | 0          | 0          | 0           | 0          | 0                 | 0                 | 0                 | 0                 | 0        | 0      | 0           | 0          |
| N. Hofmann    | 12         | 0          | 2           | 0          | 1                 | 1                 | 0                 | 0                 | 13       | 1      | 2           | 0          |
| L. Kanders    | 18         | 1          | 0           | 0          | 4                 | 2                 | 0                 | 0                 | 22       | 3      | 0           | 0          |
| M. Kroke      | 0          | 0          | 0           | 0          | 0                 | 0                 | 0                 | 0                 | 0        | 0      | 0           | 0          |
| L. Lurz       | 27         | 0          | 0           | 0          | 3                 | 1                 | 0                 | 0                 | 30       | 1      | 0           | 0          |
| W. Lüttges    | 5          | 0          | 0           | 0          | 1                 | 0                 | 0                 | 0                 | 6        | 0      | 0           | 0          |
| J. Mattsson   | 28         | 12         | 2           | 0          | 3                 | 2                 | 0                 | 0                 | 31       | 14     | 2           | 0          |
| H. Mostert    | 13         | 0          | 1           | 0          | 3                 | 1                 | 0                 | 0                 | 16       | 1      | 1           | 0          |
| F. Raschid    | 31         | 5          | 6           | 0          | 4                 | 1                 | 1                 | 0                 | 35       | 6      | 7           | 0          |
| J. Steffensen | 30         | 0          | 1           | 0          | 4                 | 0                 | 0                 | 0                 | 34       | 0      | 1           | 0          |
| H. Zimmer     | 29         | 2          | 0           | 0          | 2                 | 4                 | 0                 | 0                 | 31       | 6      | 0           | 0          |
| L. de Loo     | 31         | 3          | 6           | 0          | 4                 | 0                 | 0                 | 0                 | 35       | 3      | 6           | 0          |
| M. de Loo     | 2          | 0          | 0           | 0          | 1                 | 0                 | 0                 | 0                 | 3        | 0      | 0           | 0          |